# Přírodní park Údolí Prunéřovského potoka
Údolí Prunéřovského potoka je bývalý přírodní park v Krušných horách v okrese Chomutov. Chrání hluboce zaříznuté údolí Prunéřovského potoka s prudkými svahy a četnými rulovými výchozy. Chráněné území vymezují přibližně vesnice Nová Ves, Místo, Nová Víska, Volyně a město Výsluní.
Dne 18. října byl přírodní park Údolí Prunéřovského potoka zrušen a jeho území začleněno do nově zřízeného přírodního parku Střední Krušnohoří.

## Turistika

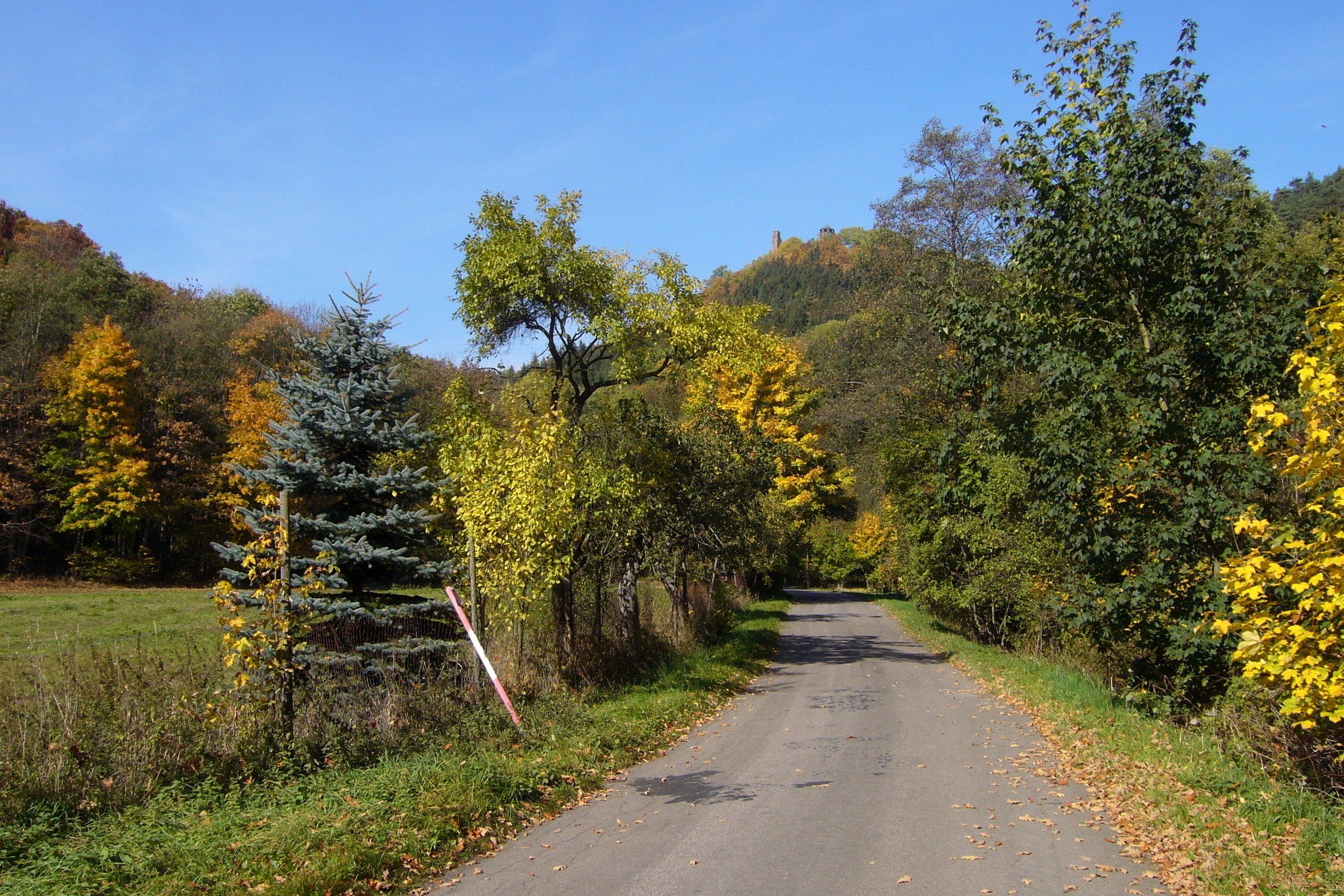
Prunéřovské údolí pod Hasištejnem

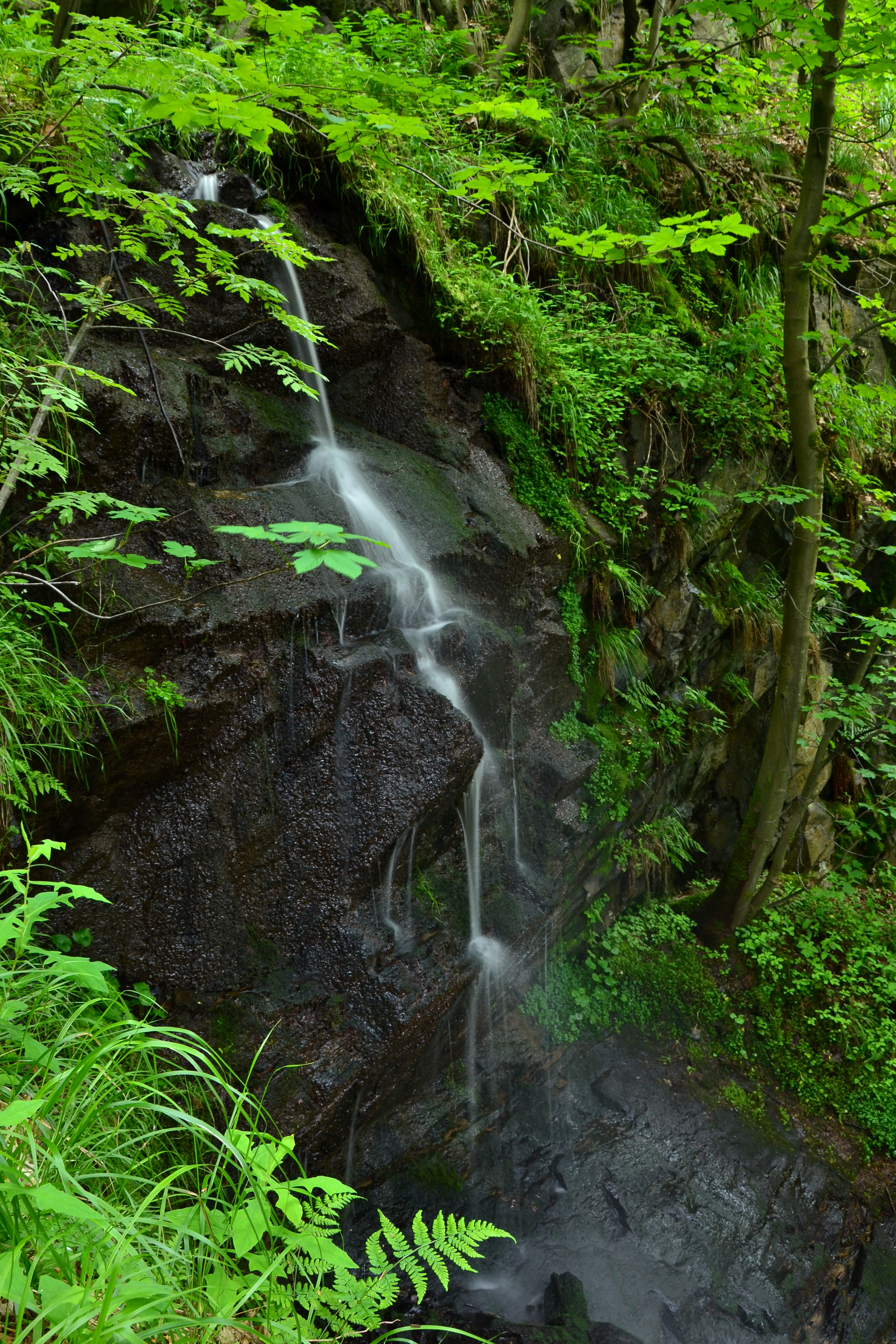
Kýšovický vodopád

Přírodním parkem vedou dvě turisticky značené trasy. Modrá turistická značka začíná u železniční stanice Kadaň-Prunéřov a vede kolem Hasištejna a přes chatovou osadu Úbočí, odkud sleduje proti proudu tok Prunéřovského potoka k železniční zastavce Nová Ves. Žlutě značená trasa vede z Místa do Výsluní a většinu své délky kopíruje modře značenou stezku.
Přibližně v polovině vzdálenosti mezi turistickými rozcestníky Pod Celnou a Úbočí se do Prunéřovského potoka vlévá drobný bezejmenný přítok, na kterém se nachází nejvyšší vodopád Krušných hor – asi 25 m vysoký Kýšovický vodopád.
Výraznou dominantou dolní části údolí je zřícenina hradu Hasištejn. Z dalších kulturních památek se na území parku nachází kostel sv. Václava s řadou drobných památek ve Výsluní.
Na území přírodního parku se nacházejí dvě maloplošná zvláště chráněná území: přírodní památka Kokrháč a přírodní památka Lokalita břízy ojcovské u Volyně (pouze jedna ze dvou částí).
Uvnitř přírodního parku rostou památné stromy:
- Hasištejnská lípa
- Horní a dolní úbočský smrk
- Smrky u Prunéřovského potoka
- Javor u Volyně